# 溪翁庄镇
溪翁庄镇是中国北京市密云区下辖的一个镇，位于区境中部。

## 行政区划
溪翁庄镇下辖以下居委会及村委会：
第一社区、第二社区、第三社区、第四社区、第五社区、润溪社区、云溪社区、澜茵山社区、北白岩村、溪翁庄村、金叵罗村、石马峪村、走马庄村、尖岩村、东智东村、东智西村、东智北村、石墙沟村、黑山寺村、立新庄村、白草洼村和东营子村。

## 交通
- 京通铁路过境。

## 文博
- 中国航空工业历史博物馆位于境内。